# Mame (comédie musicale)
Pour les articles homonymes, voir Mame.
Mame est une comédie musicale américaine de Jerome Lawrence (en) et Robert E. Lee (en), lyrics et musique de Jerry Herman, créée en 1966 à Broadway (New York) avec Angela Lansbury et Beatrice Arthur dans les rôles principaux.
Une adaptation cinématographique réalisée par Gene Saks est sortie en 1974, avec Lucille Ball, Beatrice Arthur et Robert Preston.

## Fiche technique
- Titre original : Mame
- Livret : Jerome Lawrence (en) et Robert E. Lee (en), d'après leur propre pièce inspirée du livre de Patrick Dennis Auntie Mame
- Lyrics et musique : Jerry Herman
- Mise en scène :  Gene Saks
- Chorégraphie : Onna White
- Direction musicale : Donald Pippin
- Arrangements vocaux : Donald Pippin
- Orchestrations : Philip J. Lang, Roger Adams
- Décors : William Eckart et  Jean Eckart
- Costumes : Robert Mackintosh
- Lumières : Tharon Musser
- Production :  Joseph P. Harris (Fryer, Carr & Harris), John Bowab
- Date de première représentation : 24 mai 1966 au Winter Garden Theatre de New York
- Date de dernière représentation : 3 janvier 1970
- Nombre de représentations consécutives : 1 508

## Distribution  de la création
- Angela Lansbury : Mame Dennis
- Beatrice Arthur : Vera Charles
- Jane Connell : Agnes Gooch
- Frankie Michaels : Patrick Dennis à 10 ans
- Jerry Lanning : Patrick Dennis à 20 ans
- Charles Braswell : Beauregard Jackson Picket Burnside
- Willard Waterman : Dwight Babcock
- Randy Kirby : Babcock Jr.
- Diana Walker : Gloria Upson
- John C. Becher : Mr. Upson
- Johanna Douglas : Mrs. Upson / le professeur de danse
- George Coe : Lindsay Woolsey
- Diane Coupé : Pegeen Ryan
- Clifford Fearl : oncle Jeff
- Margaret Hall : Sally Cato
- Charlotte Jones : Mme Branislowski / mère Burnside
- Michael Maitland : Peter Dennis
- Sab Shimono : Ito
- Ron Young : Ralph Devine
- Jack Davison : l'évêque / ensemble
- Art Matthews : le metteur en scène / ensemble
- Stan Page : le garçon d'ascenseur / ensemble
- Ruth Ramsey : la cousine Fan / ensemble
- Bill Stanton : le messager / ensemble
- John Taliaferro : Gregor / ensemble
- Diana Baffa, Jack Blackton, David Chaney, Pat Cummings, Hilda Harris, Tommy Karaty, Nicole Karol, Gene Kelton, Nancy Lynch, Ross Miles, Betty Rosebrock, Scotty Salmon, Bella Shalom, Jo Tract, Jodi Williams, Kathy Wilson : les amis de Mame (ensemble)

## Numéros musicaux
| Acte I - St. Bridget – Patrick Dennis à 10 ans et Agnes Gooch - It's Today – Mame Dennis et ensemble - Open a New Window – Mame et ensemble - The Man in the Moon – Vera Charles, Mame et ensemble - My Best Girl – Patrick à 10 ans et Mame - We Need a Little Christmas – Mame , Patrick à 10 ans, Agnes , Ito et Beauregard Jackson Picket Burnside - The Fox Hunt – oncle Jeff, Patrick à 10 ans, cousin Fan, mère Burnside et cousins - Mame – Beauregard et ensemble | Acte II - Mame (reprise) – Patrick à 10 ans et Patrick Dennis à 20 ans - My Best Girl (reprise) – Patrick à 20 ans - Bosom Buddies – Mame et Vera - Gooch's Song – Agnes - That's How Young I Feel – Mame et ensemble - If He Walked into My Life – Mame - It's Today (reprise) – Mame Dennis et ensemble - My Best Girl (reprise) – Patrick Dennis à 20 ans - Open a New Window (reprise) – Mame et toute la compagnie |

## Distinctions

### Récompenses
- Theatre World Awards 1966 : Jerry Lanning
- Tony Awards 1966 :
  - Meilleure actrice dans une comédie musicale pour Angela Lansbury
  - Meilleur second rôle masculin dans une comédie musicale pour Frankie Michaels
  - Meilleur second rôle féminin dans une comédie musicale pour Beatrice Arthur
- Theatre World Awards 1967 : Sheila Smith[1]

#### Nominations
- Tony Awards 1966 :
  - Meilleure comédie musicale
  - Meilleure partition originale pour Jerry Herman
  - Meilleurs décors pour William and Jean Eckart
  - Meilleure chorégraphie pour Onna White
  - Meilleure mise en scène  pour Gene Saks

## Autour de la comédie musicale
- En raison de son succès, le spectacle a été transféré au Broadway Theatre à partir du 6 octobre 1969.
- Le livre  de Patrick Dennis avait déjà fait l'objet d'une adaptation non musicale au théâtre en 1956 également par Jerome Lawrence et Robert E. Lee avec Rosalind Russell dans le rôle principal, portée à l'écran en 1958 par Morton DaCosta sous le titre Ma tante (Auntie Mame).